# Allocosa kazibana
Allocosa kazibana är en spindelart som beskrevs av Roewer 1959. Allocosa kazibana ingår i släktet Allocosa och familjen vargspindlar. Inga underarter finns listade i Catalogue of Life.